# David Gabison
Pour les articles homonymes, voir Alain David et David.
David Gabison, crédité au début de sa carrière Alain David, est un acteur français de cinéma, de télévision et de théâtre, né David Jacques Gabison le 25 août 1939 à Paris et mort le 22 juin 2020 à Gennevilliers,.

## Biographie
Chronologiquement, David Gabison est d'abord un acteur de théâtre.
Après avoir commencé sans les achever des études de théologie protestante à Strasbourg, il revient à Gennevilliers et, tout en prenant un modeste emploi de bureau, entre dans le collectif d’amateurs fondé par Bernard Sobel, embryon du futur Théâtre de Gennevilliers. Il y joue régulièrement dès le début des années 1970, entre autres dans Têtes rondes et Têtes pointues de Bertolt Brecht (1973), Dom Juan de Molière (1973), Marie d’Isaac Babel (1975), La Foi, l’Espérance et la Charité d’Ödön von Horváth (mise en scène d’Yvon Davis, 1977), et abandonne bientôt son emploi pour devenir comédien professionnel. Il revient aussi rapidement à son véritable nom de David Gabison qu’il conservera tout au long de sa vie d’acteur, commencée sous le pseudonyme d’Alain David.
Dans les années suivantes, il continue à jouer de temps à autre au Théâtre de Gennevilliers (Don Juan et Faust de Christian Dietrich Grabbe en 1983, Nathan le Sage de Gotthold Ephraim Lessing en 1987, La Bonne Âme du Se-Tchouan de Brecht en 1990) tout en diversifiant son activité vers le cinéma, la télévision et, au théâtre, d’autres metteurs en scène. On le voit notamment dans Le Revizor de Nicolas Gogol, mis en scène en 1980 par Antoine Vitez au Théâtre d’Ivry ; dans La Vie de Galilée de Brecht, mis en scène à Marseille en 1982 par Marcel Maréchal ; la même année, dans Purgatoire à Ingolstadt de Marieluise Fleißer mis en scène par Hans Peter Cloos à Aubervilliers ; ou dans La Puissance des ténèbres, d’après Léon Tolstoi en 1998.
En 2005, il conçoit une adaptation à la scène d’un texte de Jonathan Swift, Modeste proposition, spectacle qui, sous le titre de Modeste proposition pour venir en aide aux enfants des classes pauvres, sera produit par la Comédie de Saint-Étienne et mis en scène par François Rancillac ; le spectacle, joué en solo, tournera pendant plusieurs années dans différentes régions de France.

## Filmographie

### Cinéma
- 1976 : Calmos de Bertrand Blier
- 1976 : Docteur Françoise Gailland de Jean-Louis Bertuccelli
- 1976 : Les Loulous de Patrick Cabouat : commissaire Lenoir
- 1977 : Violette et François de Jacques Rouffio
- 1977 : Le mille-pattes fait des claquettes  de Jean Girault
- 1977 : Tendre Poulet de Philippe de Broca : le doyen Lavergne
- 1978 : On peut le dire sans se fâcher de Roger Coggio
- 1978 : Ils sont fous ces sorciers de Georges Lautner
- 1978 : Moonraker de Lewis Gilbert
- 1979 : À nous deux de Claude Lelouch
- 1981 : Est-ce bien raisonnable ? de Georges Lautner : le juge
- 1982 : L'As des as de Gérard Oury
- 1984 : Les Fauves de Jean-Louis Daniel
- 1984 : Les Ripoux de Claude Zidi
- 1993 : Les Visiteurs de Jean-Marie Poiré : le maître d'hôtel
- 1995 : La Cérémonie de Claude Chabrol : un invité
- 1996 : Comment je me suis disputé... (ma vie sexuelle) d'Arnaud Desplechin : le délégué diocésain
- 1998 : Dieu seul me voit (Versailles-Chantiers) de Bruno Podalydès : le maire
- 1998 : Les Couloirs du temps : Les Visiteurs 2 de Jean-Marie Poiré : le maître d'hôtel
- 1998 : Cuisine américaine de Jean-Yves Pitoun : Fredet
- 2001 : Le Baiser mortel du dragon de Chris Nahon : le ministre
- 2003 : Taxi 3 de Gérard Krawczyk : le ministre
- 2012 : Populaire de Régis Roinsard : le président du jury du Concours national de dactylographie

### Télévision
- 1976 : Fachoda, la mission Marchand de Roger Kahane : sergent Ménard
- 1978 : Les Brigades du Tigre, épisode Cordialement vôtre de Victor Vicas
- 1978 : Les Folies Offenbach, épisode Les Bouffes Parisiens de Michel Boisrond
- 1979 : Un juge, un flic de Denys de La Patellière, seconde saison (1979), épisode : Un alibi en béton
- 1980 : Les Enquêtes du commissaire Maigret, épisode : Maigret et les Vieillards de Stéphane Bertin
- 1981 : Julien Fontanes, magistrat, épisode La Dernière Haie de François Dupont-Midi
- 1981 : Commissaire Moulin, épisode L'amie d'enfance de Jean Kerchbron
- 1982 : La Sorcière, téléfilm de Charles Brabant : le savant
- 1982 : Médecins de nuit d' Emmanuel Fonlladosa, épisode : Quingaoshu (série télévisée)
- 1982 : L'Adieu aux as de Jean-Pierre Decourt
- 1982 : Les Enquêtes du commissaire Maigret de Jean-Paul Sassy (série télévisée), épisode : Le Voleur de Maigret
- 1984 : Les Enquêtes du commissaire Maigret, épisode L'Ami d'enfance de Maigret de Stéphane Bertin
- 1985 : Maguy, épisode : Le Père Noël dans ses petits souliers (saison 1, épisode 16)
- 1985 : Les Cinq Dernières Minutes : Crime sur Megahertz de Joannick Desclers
- 1987 : Les Enquêtes du commissaire Maigret, épisode : Les Caves du Majestic réalisé par Maurice Frydland
- 1992 : Maguy, épisode Funérailles aïe aïe : le contrôleur fiscal
- 1993 : Nestor Burma (série télévisée), saison 3, épisode 1 : L'Homme au sang bleu : Jean-Philippe, le majordome
- 1993 : Le Château des Oliviers : L'évêque
- 2002 : Caméra Café
- 2010 : Les Petits Meurtres d'Agatha Christie, saison 1, épisode 8 : Le Flux et le reflux : Lavallière